# Aquiminzaque
Aquiminzaque (Aquim o Quiminza, † en 1540) fue el último zaque de Hunza desde 1537.

## Biografía
Hábil gobernante desde sus dos primeros años, su gobierno fue interrumpido por los avatares de los conquistadores españoles en su territorio. En un principio, mantuvo colaboración con estos e inclusive se convirtió al catolicismo pero al darse cuenta de las exigencias de los ibéricos frente al pueblo muisca, no tardó en mostrar su inconformidad y rebelión al que fue socavado por Hernán Pérez de Quesada y poco después ejecutado por este por decapitación, en la que se denominó plaza principal hispánica de Tunja o Hunza hoy Plaza de Bolívar. Con su muerte llegaría a su fin la Confederación Muisca.